# Amina aromática
A amina aromática é um grupamento amino ligado a um anel aromático, como o benzeno, por exemplo.
Em detrimento do anel benzênico de sua cadeia, e do momento de dipolo causado pelo nitrogênio, a amina aromática possui ponto de ebulição elevado. Sua solubilidade em água é devido às ligações de hidrogênio entre o nitrogênio e a molécula de água. É importante lembrar que compostos para-benzênicos possuem melhor simetria e, portanto, maior ponto de fusão.
As aminas aromáticas são altamente tóxicas e responsáveis por irritação vesicular e por tumores.